# Clariant
Clariant es una compañía suiza y multinacional fabricante de productos químicos para diferentes ámbitos industriales. Tiene plantas de producción en los cinco continentes. Sus productos químicos son llamados químicos de especialidad, puesto que son diseñados para aplicaciones específicas en el área de materias primas. Clariant tiene alrededor de 100 compañías y en 2013 emplea a cerca de 22,000 personas alrededor del mundo. Las oficinas centrales se encuentran en Muttenz cerca de Basilea, Suiza.  
Clariant está compuesto por 7 unidades de negocio:
- Additives
- Catalysts
- Functional Minerals
- Industrial & Consumer Specialties
- Masterbatches
- Oil & Mining Services
- Pigments

La compańa Hoechst inició las actividades en 1863 fabricando pigmentos, como Hoechst Ltd. En el mismo año lo hizo también la empresa química Sandoz. De la fusión en 1996 de la división farmacéutica de Sandoz con Ciba nace Novartis. De la unión de la división química de Sandoz con la de Hoechst surge Clariant en 1997. 